# Zaccaria Ferreri

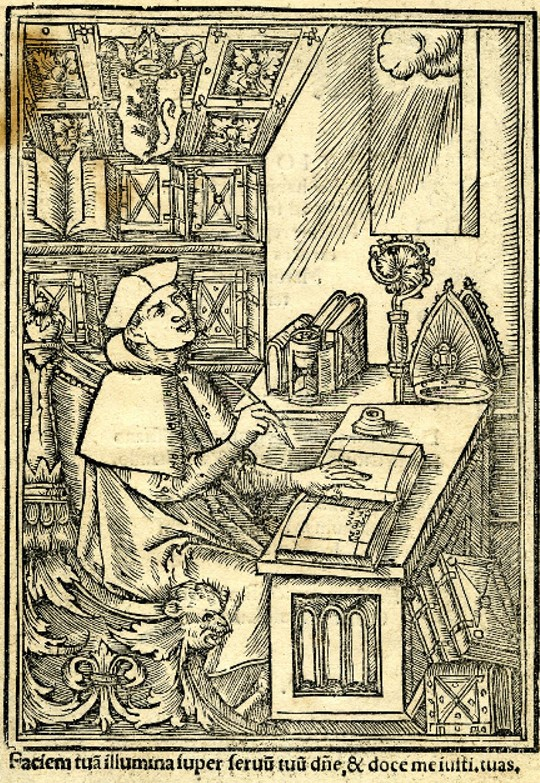
Zaccaria Ferreri bei seinen Studien in Krakau, Johann Haller (1521)

Zaccaria Ferreri (* 1479 in Vicenza; † 1524 in Rom) war ein italienischer Geistlicher, humanistischer Gelehrter, Dichter und päpstlicher Legat.

## Leben
Zaccaria Ferreri stammte aus einer italienischen Adelsfamilie. Mit 15 Jahren trat er in das Benediktinerkloster Santa Giustina in Padua ein. 1504 verließ er das Kloster und zog nach Rom. Nach zwei Jahren schloss er dort ein Studium in Theologie und seinen Doctor iuris utriusque ab. Bereits zu diesem Zeitpunkt erlangte er einen gewissen Bekanntheitsgrad für seine dichterischen Arbeiten. Obwohl er das Vertrauen von Papst Julius II. genoss, zog er sich wieder in das Klosterleben zurück.
Nachdem ihm sein Abt vorgehalten hatte, dass er zu viel Zeit für das Studium der heidnischen Literatur der Antike aufwende, wechselte er den Orden. 1508 trat er in die Certosa in Venedig ein und ging Anfang 1509 in die Certosa in Mantua. Aber noch im selben Jahr erlegten ihm die Kartäuser auf, den Orden zu verlassen und wieder in den Benediktinerorden zurückzukehren. Während seiner Zeit bei den Kartäusern, hatte er eine Geschichte des Ordens verfasst, die er in Mantua drucken ließ. Zudem begann er sich mit politischen Fragen zu beschäftigen. So befürwortete er die 1508 ausgerufene und gegen die Serenissima gerichtete Liga von Cambrai.
Nach seiner nicht ganz freiwilligen Entfernung aus dem Kartäuserorden, war er zunächst Abt im Benediktinerkloster San Benedetto al Subasio bei Assisi. In der Folge wandte er sich zunehmend vom klösterlichen Leben ab. Im Frühjahr 1510 stand Ferreri an der Seite des in französischen Diensten stehenden Condottiere Gian Giacomo Trivulzio, dem er auch ein Werk widmete. Den französischen Feldzug auf der Terraferma begrüßte er, was in seinem Gedicht De Gallico in Venetos triumpho Ausdruck fand. Zugleich richtete er einen Appell an Kaiser Maximilian I., seine Heimatstadt Vicenza zu verschonen. Die Annäherung des Papstes an Venedig im Sommer 1510, mit der man den französischen Einfluss aufzuhalten gedachte, verurteilte er.
Infolge der Stärkung des venezianisch-päpstlichen Bündnisses in der zweiten Jahreshälfte 1510 kam es mit Julius II. zum endgültigen Bruch. Unterstützung fand Zaccaria Ferreri auch in Dissidenten, wie im spanischen Kardinal Bernardino López de Carvajal, die sich für religiöse Reformen in der römisch-katholischen Kirche starkmachten. Ferreri machte Julius II. nicht nur für politische Fehlschläge verantwortlich, sondern seiner Ansicht nach war der Papst auch das größte Hindernis, um Reformen auf den Weg zu bringen, wie sie lauthals von Vertretern des progressiven Renaissance-Humanismus gefordert wurden. Seine Fähigkeiten als Chronist und Schriftsteller ließen ihn bald zum führenden Theologen der Reformbewegung werden.
Im ersten Halbjahr 1511 erschienen innerhalb weniger Monate gleich zwei Werke von ihm, die sich mit den Konzilen von Konstanz und Basel auseinandersetzen. Nach seiner Teilnahme am Conciliabulum von Pisa, bei dem er nicht nur als Redner auftrat, sondern für das er auch die Beiträge der Konzilsteilnehmer veröffentlichte, wurde er im Januar 1512 zusammen mit den anderen Teilnehmern des Gegenkonzils exkommuniziert.
Wann er sich von dem fehlgeschlagenen Gegenkonzil in Pisa und den von Frankreich nach wie vor unterstützten Kirchenreformen abwandte, ist nicht ganz klar. Womöglich bereits im Laufe des Jahres 1512 und damit noch vor dem Tod, des im Februar 1513 verstorbenen Julius II. Nach der Wahl des kompromissbereiten Leo X. gaben viele ehemalige Widersacher des verstorbenen Papstes ihre ablehnenden Positionen auf und kehrten nach Rom zurück. Ferreri versuchte zunächst vergeblich, sich aus der französischen Umklammerung zu befreien. Zwei seiner Fluchtversuche scheiterten. Womöglich erst nach der Intervention des neuen Papstes, den Ferreri in seiner zur Papstkrönung verfassten Schrift als neuen, großen Kirchenreformator lobte, der dem Schisma ein Ende bereiten würde, konnte er im September 1513 nach Rom zurückkehren. Für seine Rückkehr hatte sich insbesondere Kardinal Francesco Soderini eingesetzt. In einem Brief an den französischen König Ludwig XII. gab er zu, aus Unkenntnis der Fakten einen Fehler gemacht zu haben und das Laterankonzil als einziges legitimes Konzil anzuerkennen. Später richtete er einen weiteren Brief an den König und appellierte darin, seinen Widerstand und den der französischen Kurie aufzugeben und die Einheit der römisch-katholischen Kirche anzuerkennen. Für seine Initiative wurde im Dezember 1513 seine Exkommunikation vom Papst aufgehoben.
Wohl seinem Ruf als Humanisten verdankte er später seine Ernennung zum Hausprälaten des Papstes. Er reihte sich damit in eine Reihe mit Pietro Bembo, Jacopo Sadoleto und anderen illustren Humanisten ein. Leo X. beauftragte ihn mit der Abfassung eines gekürzten und sprachlich zeitgemäßen Breviariums, aber nicht alle von ihm eingebrachten Änderungsvorschläge fanden die Zustimmung des Medici-Papstes. Im Januar 1518 wurde er Titularbischof von Sebaste in Palaestina und im September 1519 zum Bischof des Suffraganbistums Guardialfiera ernannt. Zwei Monate später verzichtete er auf die Nominierung, behielt jedoch den Titel, die Rechte und Einkünfte als Suffraganbischof bei.
Wenige Tage nach seiner Ernennung zum Suffraganbischof wurde er als Legatus a latere an den Hof des polnischen Königs und litauischen Großfürsten Sigismund dem Alten geschickt. Vom Februar 1520 bis Juli 1521 hielt er sich in Polen und in Litauen auf. Seine diplomatische Reise war allerdings nur mit eingeschränktem Erfolg gekrönt. Der vom Papst angestrebte Vermittlungsversuch zwischen dem polnischen König und dem Hochmeister des Deutschen Ordens, Albrecht von Brandenburg-Ansbach, scheiterte. Erst nach der Intervention von Kaiser Karl V. und dem böhmisch-ungarischen König Ludwig II. konnte der sogenannte Reiterkrieg beendet werden. Ebenso scheiterten Reformversuche des Klerus. Ferreri gelang es lediglich sich die Unterstützung für die römisch-katholisch Doktrin gegenüber dem Luthertum auf dem polnischen Reichstag in Thorn im Mai 1520 zuzusichern. Zudem leistete er erfolgreich Hilfe bei der Einleitung des Heiligsprechungsprozesses für den polnischen Königssohn Kasimir. Eine geplante Reise in das Großfürstentum Moskau, um zwischen der russisch-orthodoxen und römisch-katholischen Kirche sowie im Russisch-Litauischen Krieg zu vermitteln, scheiterte am Widerstand des polnischen Königs.
Im Sommer 1521 kehrte er nach Rom zurück. Nach dem Tod Leo X. am 1. Dezember 1521 übernahm er die Führung über das Suffraganbistum Guardialfiera. Anschließend wurde er auf Betreiben des Kardinals de Carvajal vom Kardinalskollegium zum Gouverneur von Faenza gewählt. Dem neuen Papst Hadrian VI. ließ er eine Denkschrift zukommen, mit der er zu einer Reformierung der Kirche aufmunterte. Die kurze Amtszeit Hadrian VI. machte sein Anliegen allerdings zunichte, so dass er sich in ähnlicher Weise an dessen Nachfolger Clemens VII. wandte. Er starb zu einem unbekannten Zeitpunkt 1524 in Rom, wie aus einigen Schriftstücken hervorgeht, in denen er im September 1524 als verstorben erwähnt wird. Sein Breviarium, an dem er nach seiner Rückkehr aus Polen wieder die Arbeit aufgenommen hatte, wurden erst posthum veröffentlicht. Für die von Giacomo Marzari in seiner 1591 veröffentlichten Geschichte Vicenzas geäußerte Behauptung, Zaccaria Ferreri sei vergiftet worden, gibt es keinerlei Hinweise.